# Jean-Luc Gaget
Jean-Luc Gaget (* 25. Juli 1958 in Paris) ist ein französischer Schauspieler, Drehbuchautor, Filmeditor und Regisseur.

## Leben
Gaget absolvierte eine Ausbildung als Editor und besuchte parallel dazu auch Schauspielkurse. Sein erster Kurzfilm Le perroquet des îles, für den er das Drehbuch schrieb und bei dem er Regie führte, erschien 1982. Für den Film wurde Gaget 1983 auf dem Festival du Court-Métrage de Clermont-Ferrand mit dem Publikumspreis ausgezeichnet.
Gaget schrieb Radiospiele und Theaterstücke, bevor er in den 1980er-Jahren als Drehbuchautor und Editor für Kurz- und Langfilme tätig war und gelegentlich auch als Schauspieler und Regisseur arbeitete. Er gründete 1985 die Produktionsfirma Cinq et Cing Films (später Magouric) mit, mit der er als ausführender Produzent unter anderem 1999 an Alain Beigels Mille bornes beteiligt war.
Gaget arbeitete mehrfach mit den Regisseuren Luc Pagès (u. a. Forte est la tentation de Georges, 1989; Ada ne sait pas dire non, 1995; A+ Pollux, 2002), Fabien Onteniente (Bobby et l’aspirateur, 1989; Tom est tout seul, 1995) und Laurent Bénégui (Hippolytes Fest, 1995; Mauvais genre, 1997) zusammen. Eine besonders erfolgreiche Zusammenarbeit entstand mit der isländisch-französischen Regisseurin und Drehbuchautorin Sólveig Anspach. Ihre erste Kollaboration wurde 2008 die auf Island spielende Komödie Bin gleich zurück, für die Gaget mit Anspach das Drehbuch schrieb. Es wurde der Beginn einer in Frankreich bzw. auf Island spielenden Trilogie um die Figuren Anna (Didda Jónsdóttir) und Agathe (Florence Loiret Caille), die mit Queen of Montreuil 2012 fortgesetzt wurde. Als Regisseurin Anspach während der Postproduktionsphase des dritten Films Der Effekt des Wassers, für den Anspach und Gaget das Drehbuch geschrieben hatten, verstarb, vollendete Gaget den Film als Regisseur. Für Der Effekt des Wassers wurden Gaget und Anspach 2017 mit dem César für das Beste Originaldrehbuch ausgezeichnet.

## Filmografie (Auswahl)
- 1982: Le perroquet des îles (Kurzfilm)
- 1986: Douce France
- 1995: Hippolytes Fest (Au petit Marguery)
- 1995: Tom est tout seul
- 1995: Les bus (Kurzfilm)
- 1997: Romaine
- 1997: Mauvais genre
- 1999: Mille bornes
- 2000: D’amour et d’eau fraîche
- 2001: Es ist nie zu spät (J’ai tué Clémence Acéra)
- 2002: A+ Pollux
- 2003: Mariées mais pas trop
- 2008: Bin gleich zurück (Skrapp út)
- 2009: Gegen ihren Willen (Un viol) (TV)
- 2011: Tod nach Ritual (Rituels meurtriers) (TV)
- 2011: Au cas où je n’aurais pas la palme d’or
- 2012: Queen of Montreuil
- 2013: Treibsand (Lulu femme nue)
- 2014: Zouzou
- 2016: Agatha Christie: Mörderische Spiele (Les petits meurtres d’Agatha Christie) (TV-Reihe)
- 2016: Der Effekt des Wassers (L’effet aquatique)
- 2017: Madame Aurora und der Duft von Frühling (Aurore)
- 2017: Cornélius, le meunier hurlant

## Auszeichnungen (Auswahl)
- 1983: Publikumspreis, Festival du Court-Métrage de Clermont-Ferrand, für Le perroquet des îles
- 1996: César-Nominierung, Bester Kurzfilm, für Le bus
- 2015: César-Nominierung, Bestes adaptiertes Drehbuch, für Treibsand
- 2016: Prix SACD, Internationale Filmfestspiele von Cannes, für Der Effekt des Wassers
- 2016: Nominierung Kritikerpreis, Filmfest Hamburg, für Der Effekt des Wassers
- 2017: César, Bestes Originaldrehbuch, für Der Effekt des Wassers